# Diglossa
Genre
Diglossa est un genre d'oiseau appartenant à la famille des Thraupidae. Les espèces de ce genre sont appelées Percefleurs.

## Liste d'espèces
Selon la classification de référence du Congrès ornithologique international (version 2.7, 2010) :
- Diglossa baritula - Percefleur cannelle
- Diglossa plumbea - Percefleur ardoisé
- Diglossa sittoides - Percefleur rouilleux
- Diglossa gloriosissima - Percefleur à ventre marron
- Diglossa lafresnayii - Percefleur de Lafresnaye
- Diglossa mystacalis - Percefleur moustachu
- Diglossa gloriosa - Percefleur de Mérida
- Diglossa humeralis - Percefleur noir
- Diglossa brunneiventris - Percefleur à gorge noire
- Diglossa carbonaria - Percefleur charbonnier
- Diglossa venezuelensis - Percefleur du Venezuela
- Diglossa albilatera - Percefleur à flancs blancs
- Diglossa duidae - Percefleur des tépuis
- Diglossa major - Grand Percefleur
- Diglossa indigotica - Percefleur indigo
- Diglossa glauca - Percefleur glauque
- Diglossa caerulescens - Percefleur bleuté
- Diglossa cyanea - Percefleur masqué